# Inezgane-Aït Melloul
Inezgane-Aït Melloul (arabiska: إقليم إنزكان أيت ملول) är en prefektur i Marocko.   Den ligger i regionen Souss-Massa, 500 km söder om huvudstaden Rabat. Antalet invånare är 414 670. Arean är 293 kvadratkilometer.